# Bom Jesus do Cuanza
Bom Jesus do Cuanza é uma cidade e município da província angolana de Ícolo e Bengo. Situa-se na margem direita do rio Cuanza, a cerca de 60 quilômetros a sudeste de Luanda.
Anteriormente um distrito urbano e comuna do município de Ícolo e Bengo, em 5 de setembro de 2024 foi elevado a condição de cidade e município da nova província de Ícolo e Bengo.
O município é constituído apenas pela comuna-sede.

## Economia e infraestrutura

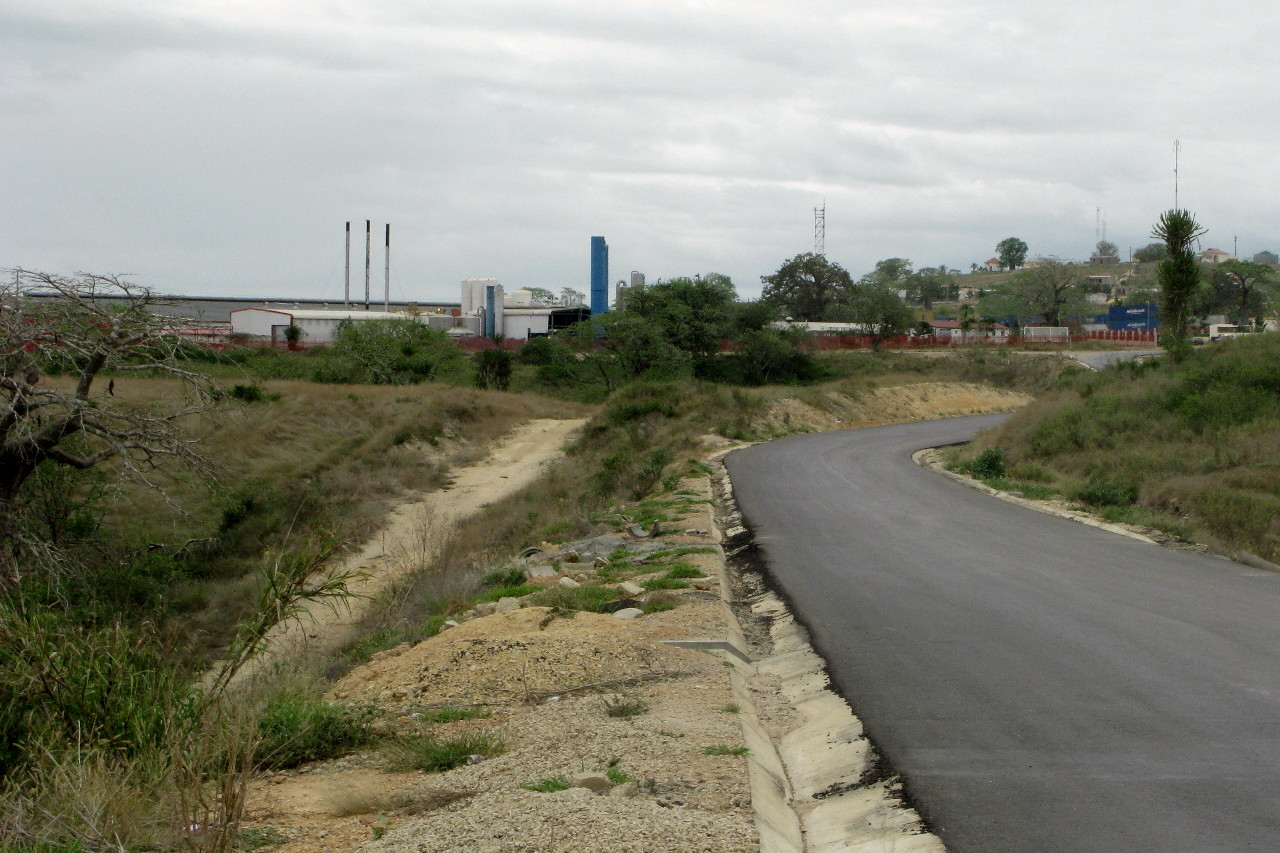
Zona industrial da cidade de Bom Jesus do Cuanza, em 2009.

Com uma economia assentada em atividades industriais e de logística, há no território municipal fábricas de alimentos e uma recém-construída fábrica da transnacional Coca-Cola.
Além disso o Aeroporto Internacional Dr. António Agostinho Neto, o maior de Angola, localiza-se no território do município.